# HD 174205
HD 174205，又名BD+70 1023，SAO 9222、HR 7082，是一颗恒星，视星等为6.44，位于銀經101.44，銀緯26.18，其B1900.0坐标为赤經18h 44m 18.3s，赤緯+70° 26.18′ 14″。